# اشتروه

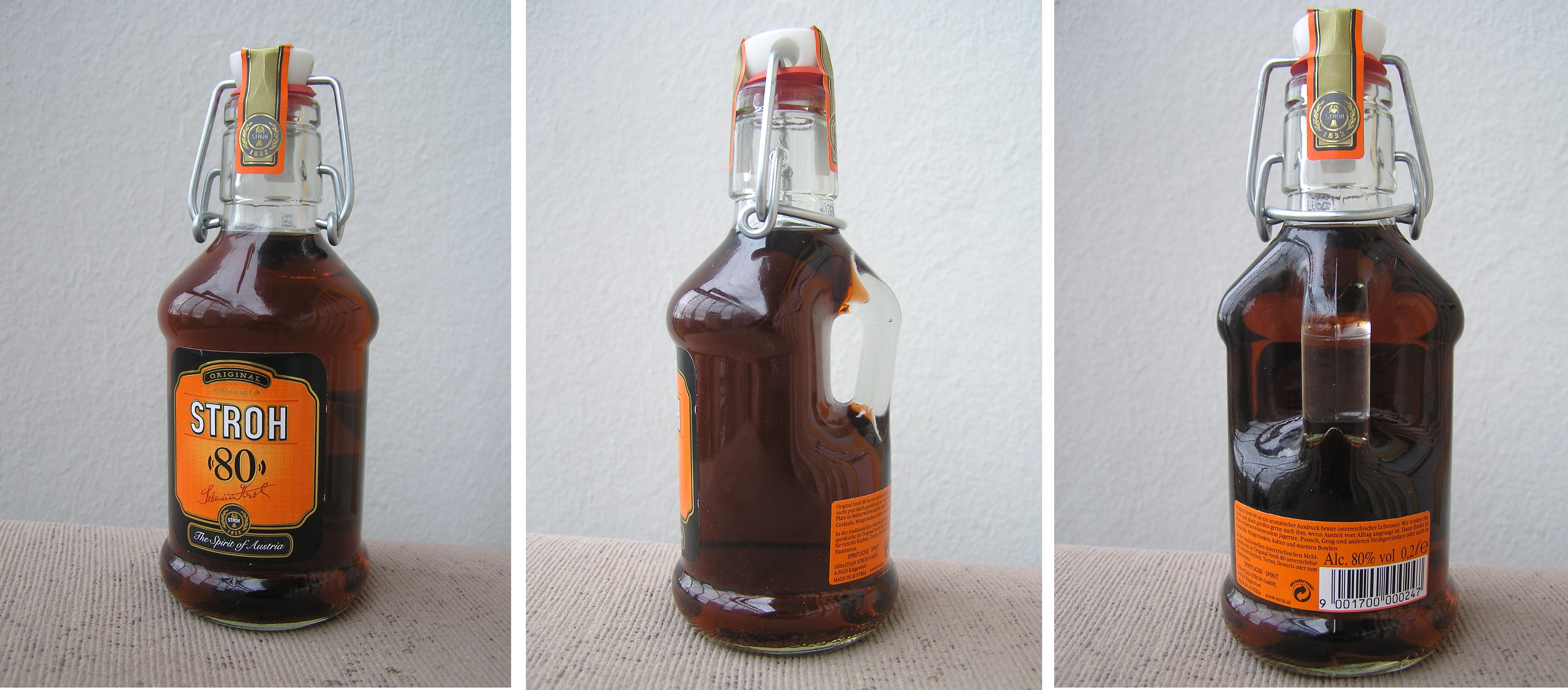
اشتروه ۸۰ در بطری دودهم لیتری.

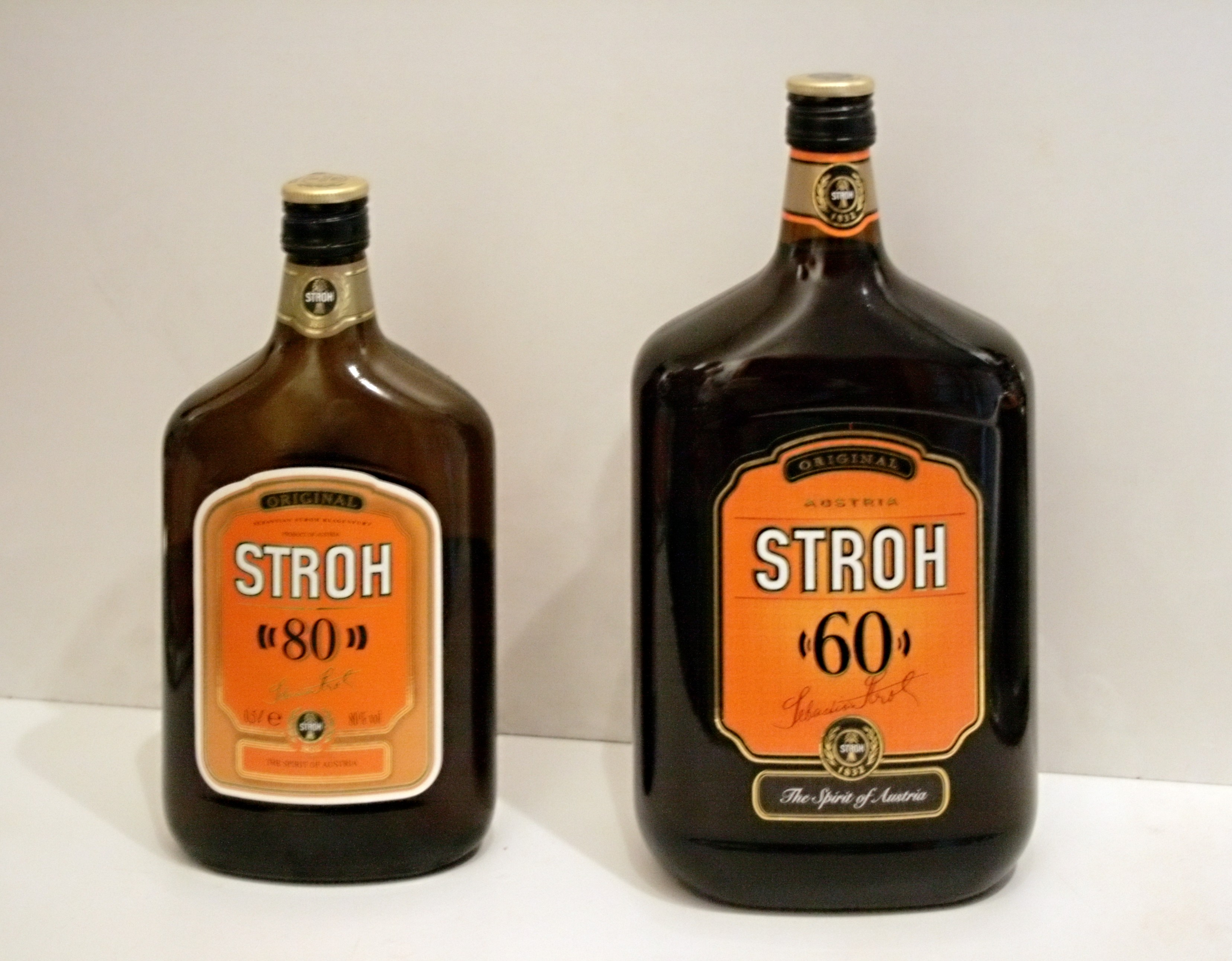
اشتروه ۸۰ و ۶۰.

اشتروه (به آلمانی: Stroh) گونه‌ای از نوشیدنی الکلی است.
اشتروه گونه‌ای رام (rum) پُرچاشنی محصول کشور اتریش است که در پنج نوع فروخته می‌شود: اشتروه ۳۸، اشتروه ۴۰، اشتروه ۵۴، اشتروه ۶۰ و اشتروه ۸۰. شماره‌های پس از نام این نوع‌ها، نشانگر درصد الکل آن‌هاست.
ساخت این مشروب در سال ۱۸۳۲ در شهر کلاگن‌فورت آغاز شد و نام آن از اولین سازنده این مشروب یعنی سباستیان اشتروه گرفته شده‌است.
اشتروه، در نمایشگاه جهانی ۱۹۰۰ پاریس جایزهٔ زرین دریافت کرد. امروزه نوشیدنی اشتروه در ۳۰ کشور قابل خرید است.
اشتروه‌های با الکل بالا، کم‌تر برای نوشیدن سِک استفاده می‌شوند و بیشتر کاربرد آن‌ها در تهیهٔ کوکتل‌های یِگِرتِی (چای شکارچیان) و پانچ (به ویژه از نوع پانج انبر آتش) و کوکتل بی-۵۲ فروزان است.
اشتروه هم‌چنین یکی از سازمایه‌های مهم در کیک‌ها و شیرینی‌های آشپزی اتریشی است.